# Beck, Bogert & Appice
Beck, Bogert & Appice sono stati un supergruppo e power trio hard rock composto da Jeff Beck (Jeff Beck Group), Tim Bogert e Carmine Appice, con questi ultimi due già membri di Vanilla Fudge e Cactus.

## Formazione
Gruppo
- Jeff Beck - chitarra, voce
- Tim Bogert - basso, voce
- Carmine Appice - batteria, voce

Vocalist
- Bobby Tench ha partecipato a 13 concerti
- Kim Milford ha partecipato a 6 concerti

## Discografia
- 1973 - Beck, Bogert & Appice
- 1973 - Beck, Bogert & Appice Live (in Japan)